# Abbazia del Connio
L'abbazia del Connio Vecchio o del Conio è stato un luogo di culto cattolico situato nella frazione di Missano, in via dell'Abbazia, nel comune di Castiglione Chiavarese nella città metropolitana di Genova.

## Storia e descrizione

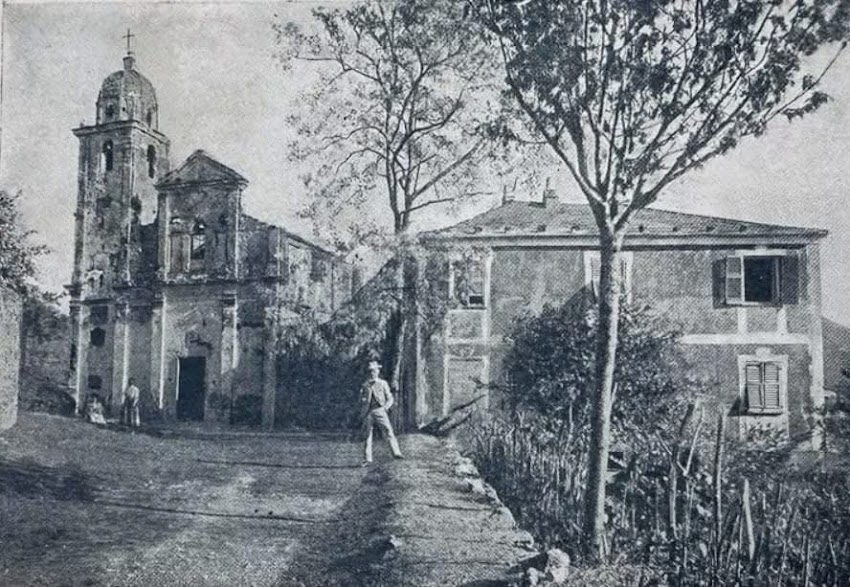
Il sito in un'immagine di inizio Novecento

Secondo le fonti storiche il primo impianto monastico sorse in epoca alto medievale e sottoposto alla cura religiosa dell'abbazia di San Colombano di Bobbio, nel piacentino.
Le prime attestazioni e documentazioni scritte sull'esistenza di tale edificio risalgono però ad un periodo molto più tardivo, alla metà del Seicento. Potrebbe trattarsi, tuttavia, di una seconda riedificazione dell'impianto, assieme al nascente nucleo abitativo circostante, citato in un documento del 24 marzo 1664 del nobile Carlo Castiglione.
Il complesso, abbandonato dalla fine del XIX secolo, versa attualmente in stato di rovina, con alcune parti visibili del campanile, della chiesa e del complesso monastico.
Nel ventennio del XXI secolo sono stati avviati lavori di recupero degli spazi esterni (facciata e rimozione di arbusti infestanti).